# 钱迪尔
钱迪尔（Chandil），是印度贾坎德邦Pashchimi Singhbhum县的一个城镇。总人口4341（2001年）。

## 人口
该地2001年总人口4341人，其中男性2262人，女性2079人；0—6岁人口619人，其中男333人，女286人；识字率62.59%，其中男性为71.35%，女性为53.05%。